# Barrera Schottky

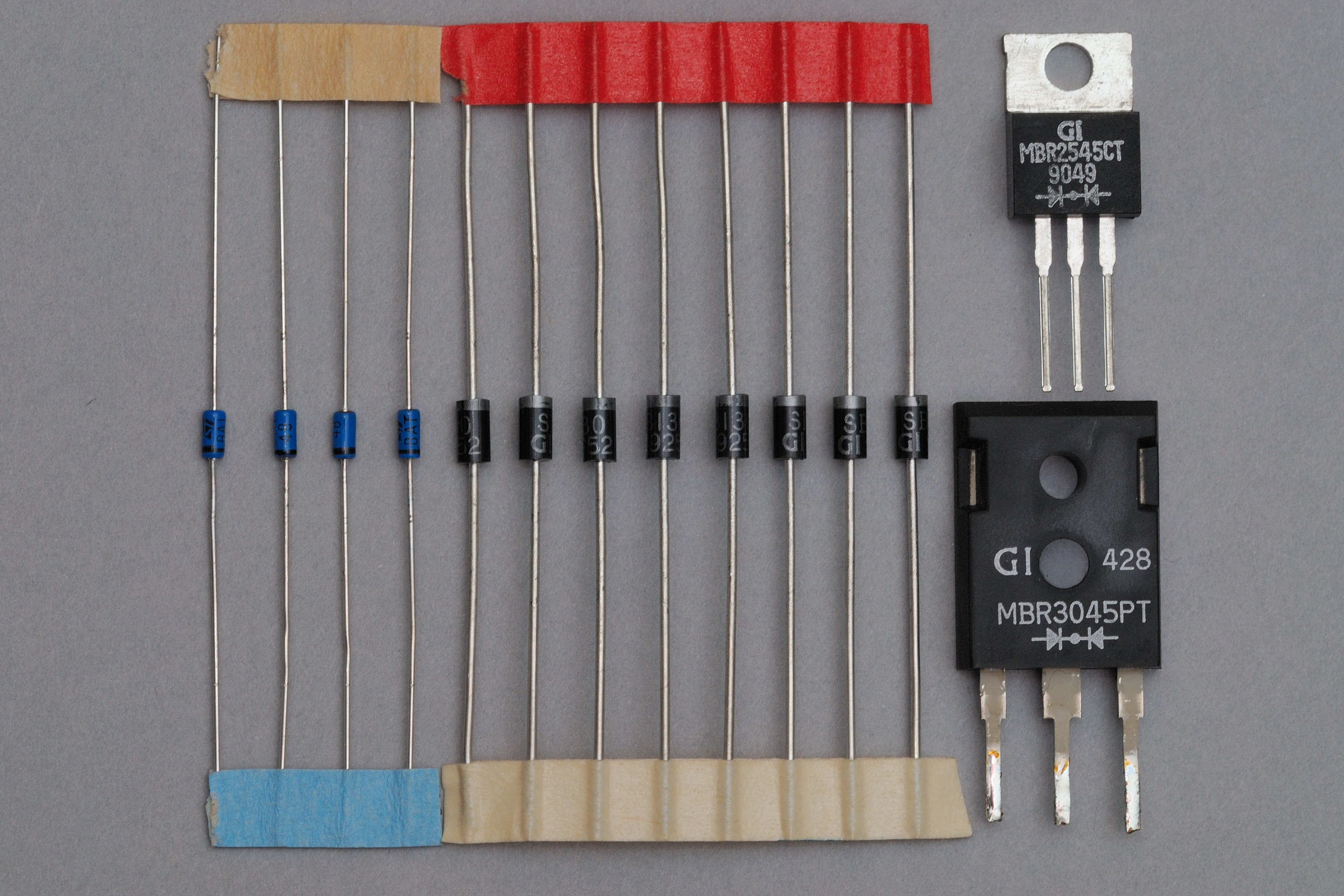
Exxempes de diodes Schottky en diferents encapsulats.

Diagrama de bandes per a la barrera Schottky semiconductora de tipus n amb polarització zero (equilibri) amb definició gràfica de l'alçada de la barrera Schottky, ΦB, com a diferència entre la vora de la banda de conducció interfacial E C i el nivell de Fermi E F. [Per a una barrera Schottky de tipus p, ΦB és la diferència entre EF i la vora de la banda de valència EV.

Una barrera Schottky, anomenada així en honor a Walter H. Schottky, és una barrera d'energia potencial per als electrons formats en una unió metall-semiconductor. Les barreres Schottky tenen característiques de rectificació, adequades per utilitzar-les com a díode. Una de les característiques principals d'una barrera Schottky és l'alçada de la barrera Schottky, denotada per ΦB (vegeu la figura). El valor de ΦB depèn de la combinació de metall i semiconductor.
No totes les unions metall-semiconductor formen una barrera de Schottky rectificadora; una unió metall-semiconductor que condueix el corrent en ambdues direccions sense rectificació, potser perquè la seva barrera Schottky és massa baixa, s'anomena contacte òhmic.
En una barrera Schottky rectificadora, la barrera és prou alta perquè hi hagi una regió d'esgotament al semiconductor, a prop de la interfície. Això confereix a la barrera una gran resistència quan s'apliquen biaixos de tensió petits. Sota una gran polarització de tensió, el corrent elèctric que flueix a través de la barrera es regeix essencialment per les lleis de l'emissió termoiònica, combinades amb el fet que la barrera de Schottky està fixada en relació al nivell de Fermi del metall.Un díode Schottky és una única unió metall-semiconductor, utilitzada per les seves propietats rectificadores. Els díodes Schottky solen ser el tipus de díode més adequat quan es desitja una baixa caiguda de tensió directa, com ara una font d'alimentació de CC d'alta eficiència. A més, a causa del seu mecanisme de conducció de portadors majoritaris, els díodes Schottky poden assolir velocitats de commutació més grans que els díodes d'unió p–n, cosa que els fa adequats per rectificar senyals d'alta freqüència.